# Constantin Hölscher
Constantin Hölscher, auch Constantin Hoelscher (* 15. Mai 1861 in Godesberg, Rheinprovinz; † 3. Februar 1921 in Berlin), war ein deutscher Landschafts-, Porträt-, Figuren- und Allegorienmaler sowie ein Illustrator der Düsseldorfer Schule.

## Leben

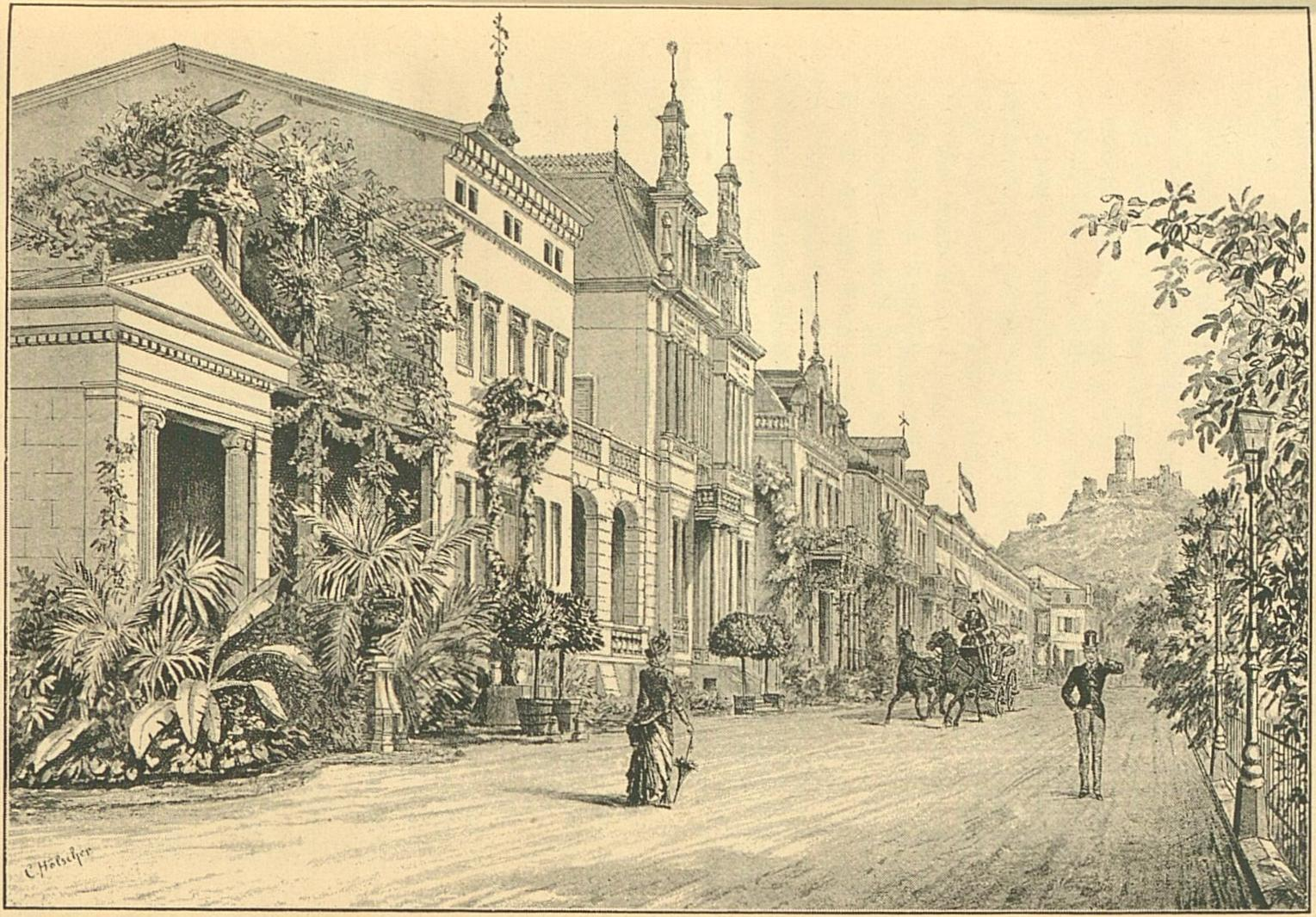
Churfüstenstraße in Godesberg, 1888

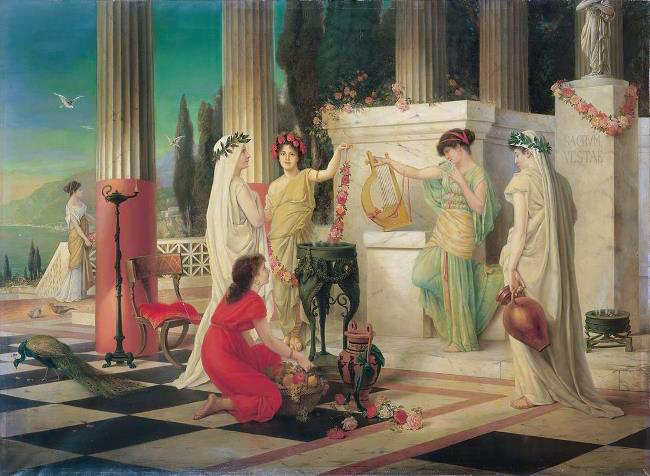
Im Tempel der Vesta, 1902

Hölscher war Sohn des Geodäten, Gastwirts, Lokalpolitikers und Kunstsammlers Constantin Hölscher (1829–1892), eines langjährigen Vorsitzenden des Vereins für Heimatpflege und Heimatgeschichte Bad Godesberg, und dessen Frau Anna Margaretha Mundorf (1823–1888), einer Tochter von Henry Mundorf (1792–1871), des Gastwirts vom Plittersdorfer Hotel „Unter den Linden“, die von dem Dichter Heinrich Heine wegen ihrer „feurigen schwarzen Augen“ verehrt und von dem Schriftsteller Paul Heyse in dessen Novelle Das Ding an sich „das Gretchen von Blittersdorf“ genannt wurde. Er wuchs als eines von vier Kindern des Ehepaares in Godesberg auf. Seine Eltern betrieben dort seit 1860 das im Zuge der Rheinromantik florierende Hotel „Zum Adler“, in dem auch viele Maler der Düsseldorfer Schule auf ihren Reisen abstiegen.
In den Jahren 1881 bis 1883 studierte Hölscher an der Kunstakademie Düsseldorf Malerei. In den Elementarklassen der Düsseldorfer Akademie waren Heinrich Lauenstein und Hugo Crola seine Lehrer. Außerdem ließ er sich privat von den Landschaftsmalern Oswald Achenbach und August von Wille unterrichten. Hölscher lebte in Godesberg und Düsseldorf, später in Berlin, wo er 1921 im Alter von 59 Jahren starb. In Düsseldorf war er Mitglied des Künstlervereins Malkasten. Hölscher unternahm Studienreisen nach Italien und in den Orient. Am 12. August 1911 heiratete er die britisch-niederländische Adelige Wilhelmina Louise Baronin van Haersolte van den Doorn, geborene Mitford (1872–1951). Die Ehe wurde bereits nach einem Jahr wieder geschieden.
Hölscher trat vor allem durch Landschaftsgemälde und Bildnisse in Erscheinung. Für den 1888 erschienenen Reiseführer Godesberg von Johann Schwann schuf er Illustrationen.